# Kamenný Dvůr (zámek)
Kamenný Dvůr je pozdně barokní zámek v osadě Kamenný Dvůr ve správním území města Kynšperk nad Ohří v okrese Sokolov v Karlovarském kraji. Zámecký park s pohřební kaplí je chráněn jako kulturní památka.
Zámek stojí v oblasti tzv. lázeňského trojúhelníku mezi městy Františkovy Lázně, Mariánské Lázně a Karlovy Vary. Stojí u Dálnice D6 mezi Chebem a Sokolovem. Jedná se o trojkřídlou patrovou stavbu postavenou koncem 18. století městem Kynšperk nad Ohří na místě zbořené tvrze. Ta patřila rodu Leuchtenberků, a je poprvé zmiňována ve 14. století.

## Historie
V roce 1840 zámek koupil Augustin Eusebius Haas, který byl majitelem porcelánky v Horním Slavkově. Haasovým synem byl pokračovatel jeho díla Georg Haas z Hasenfelsu, spolumajitel firmy Haas & Czjzek. Tomu se na zámku v Kamenném Dvoře narodil jediný syn Jiří Julius. Georg Haas i jeho manželka Olga zde byli pochováni v rodinné hrobce. Po druhé světové válce však čeští dosídlenci hrobku vyrabovali a ostatky pohřbených nechali poházené venku. Staly se tak potravou zvěře a toulavých psů.
Zámek poté využívala Československá armáda. Později zůstal opuštěný a stal se terčem vandalů a zlodějů. Chátral, a na prahu 21. století z něj byla zřícenina. Některé z obvodových zdí se zřítily a zahrada zpustla. Z inventáře zámku nezbylo téměř nic.
V roce 2004 byla zřícenina zakoupena soukromým majitelem a nákladně dostavěna a restaurován podle historických pramenů. Zrekonstruovány a upraveny byly také zámecké zahrady s malou kaplí, jezero a ostrůvek. Zámek slouží jako hotel.
Většina vybavení jsou dobové repliky či originály zakoupené z jiných míst. V horních částech zámku se nachází hotelové pokoje a jídelna. Ve spodní části je kuchyně a recepce. V levém křídle se nachází rytířský sál a vinný sklep, mučírna a několik dalších místností. Ty jsou tematicky vybaveny, například jako pasířova dílna, věštírna, hvězdárna, apatyka či alchymistova laboratoř.

## Galerie

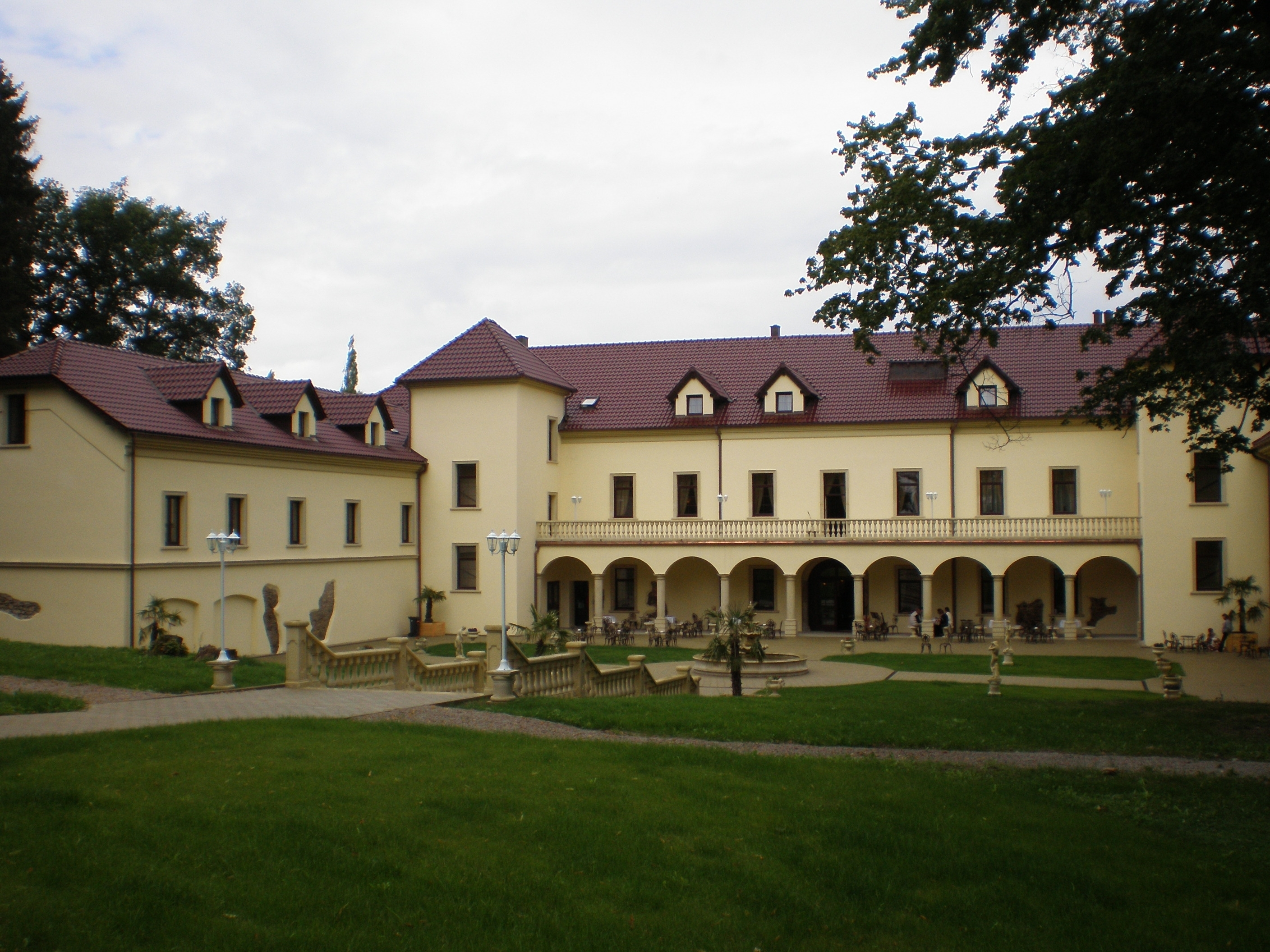
Nádvoří
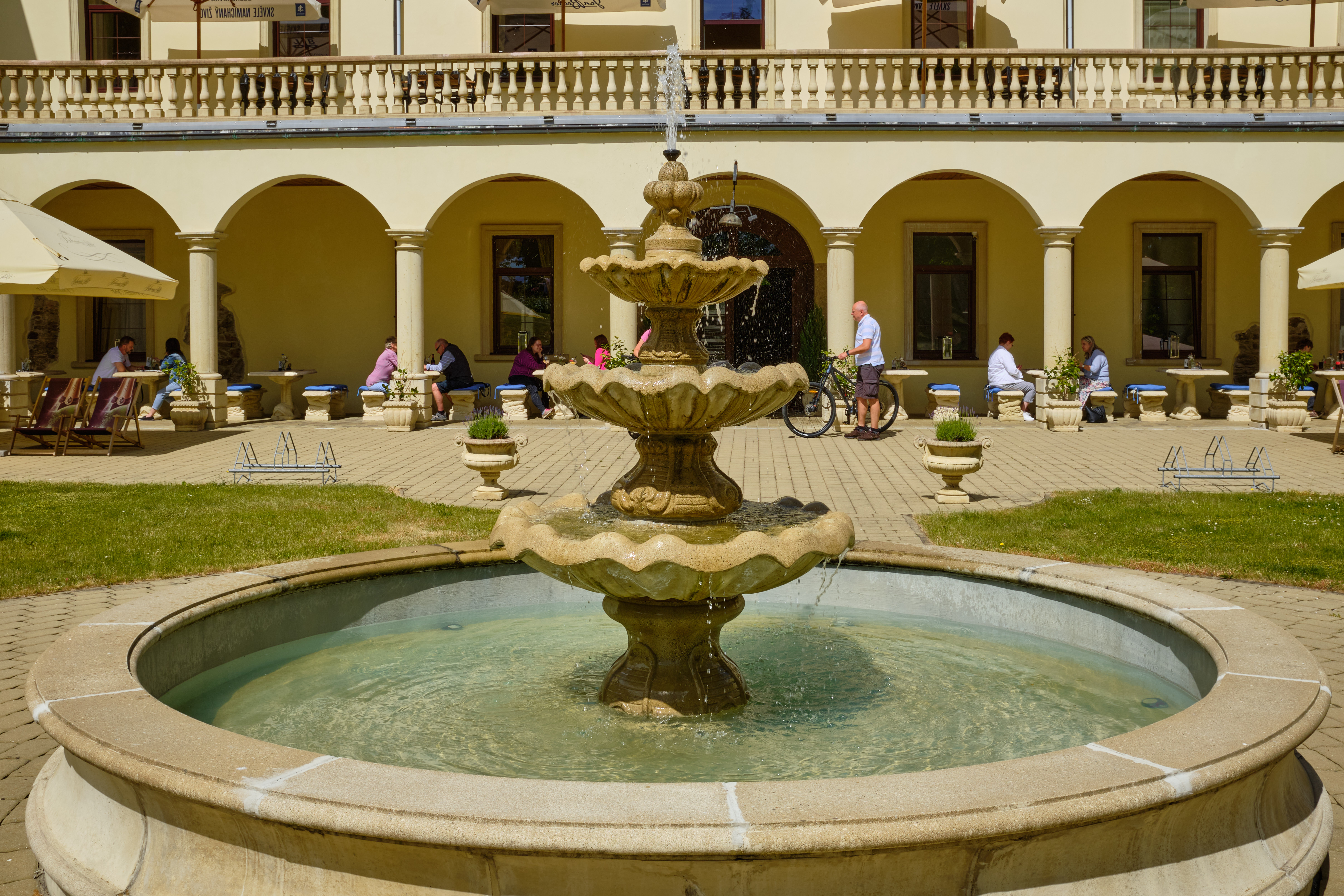
Fontána
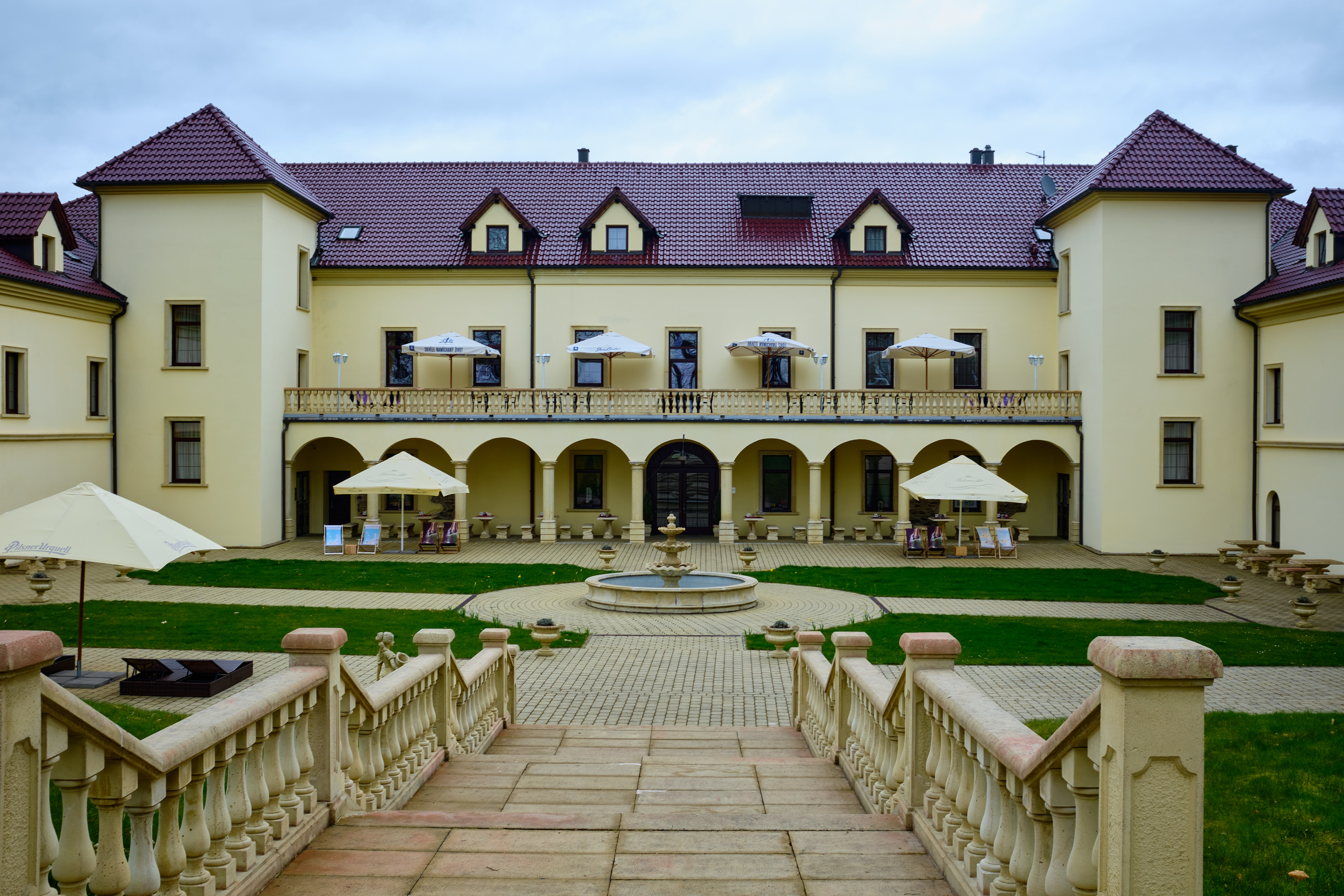
Pohled z parku
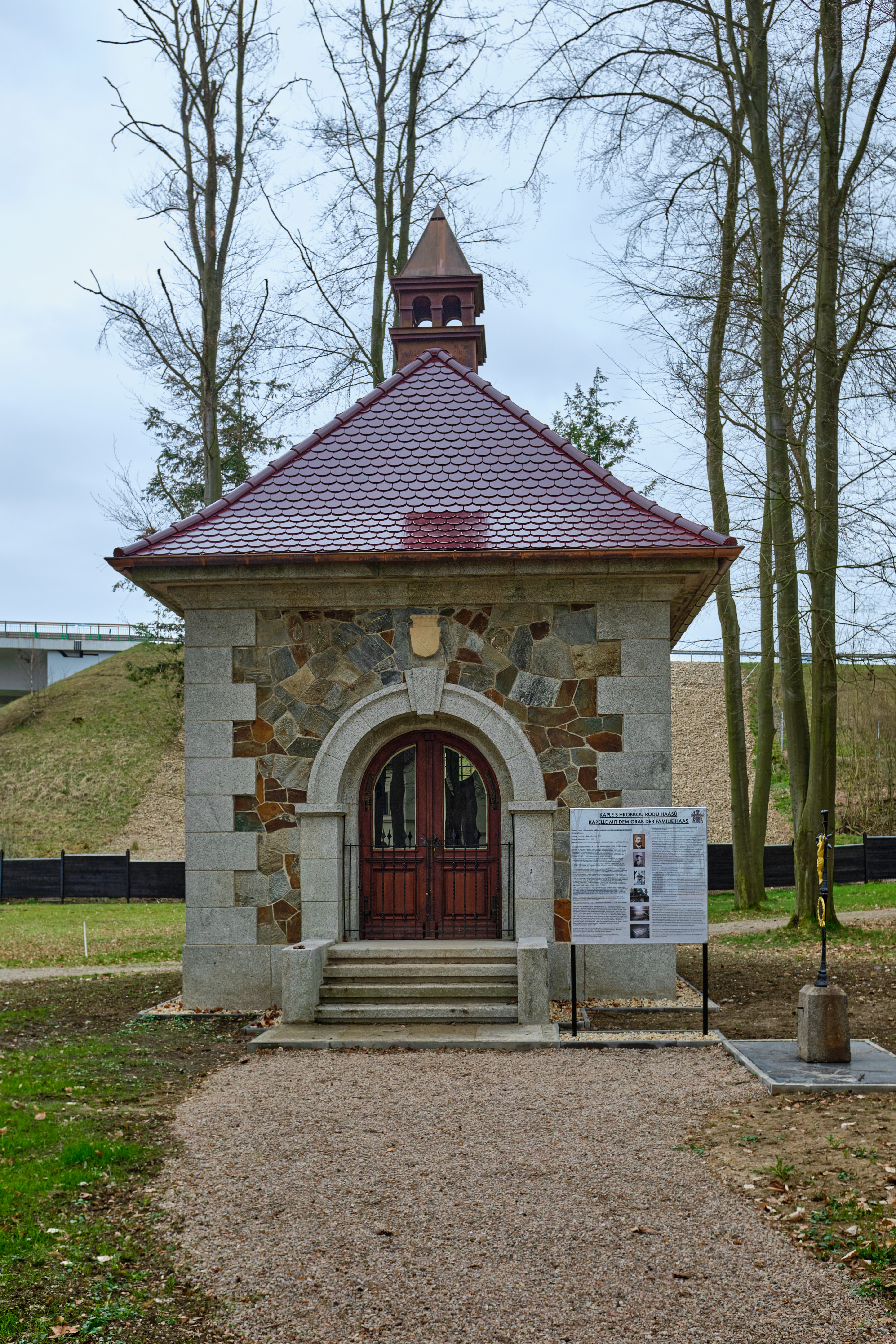
Kaple Haasů v zahradě
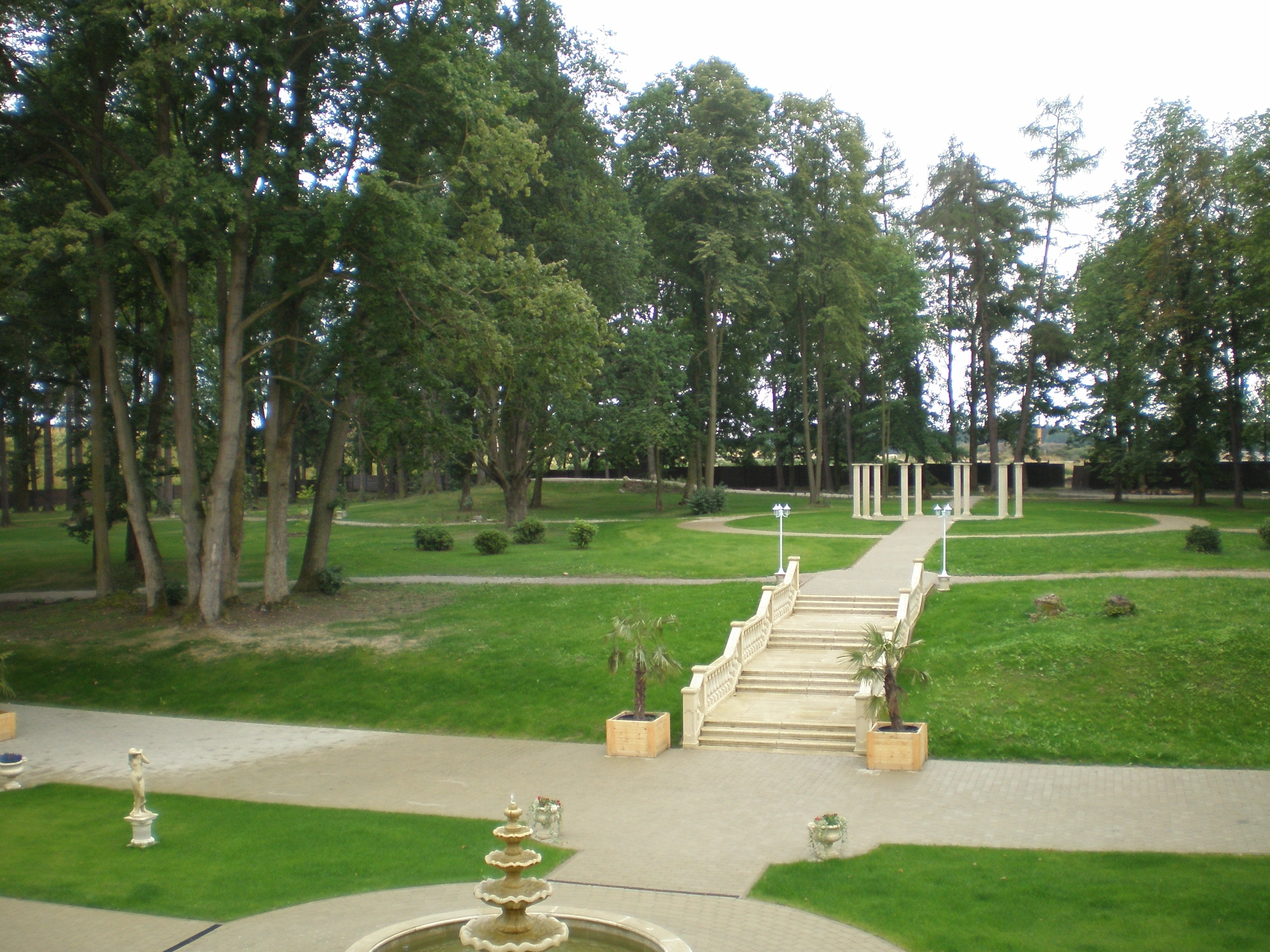
Zámecké zahrady
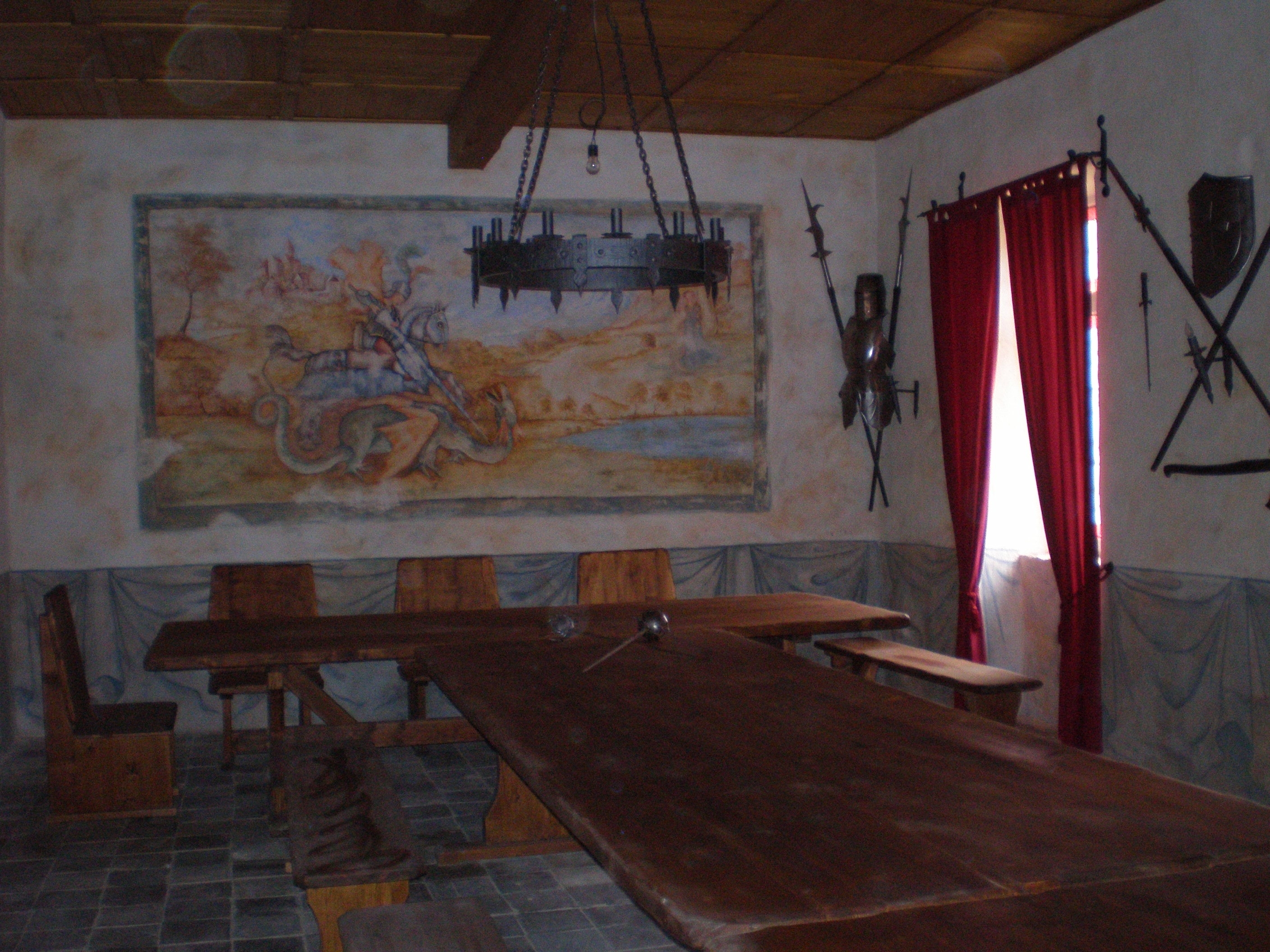
Rytířský sál
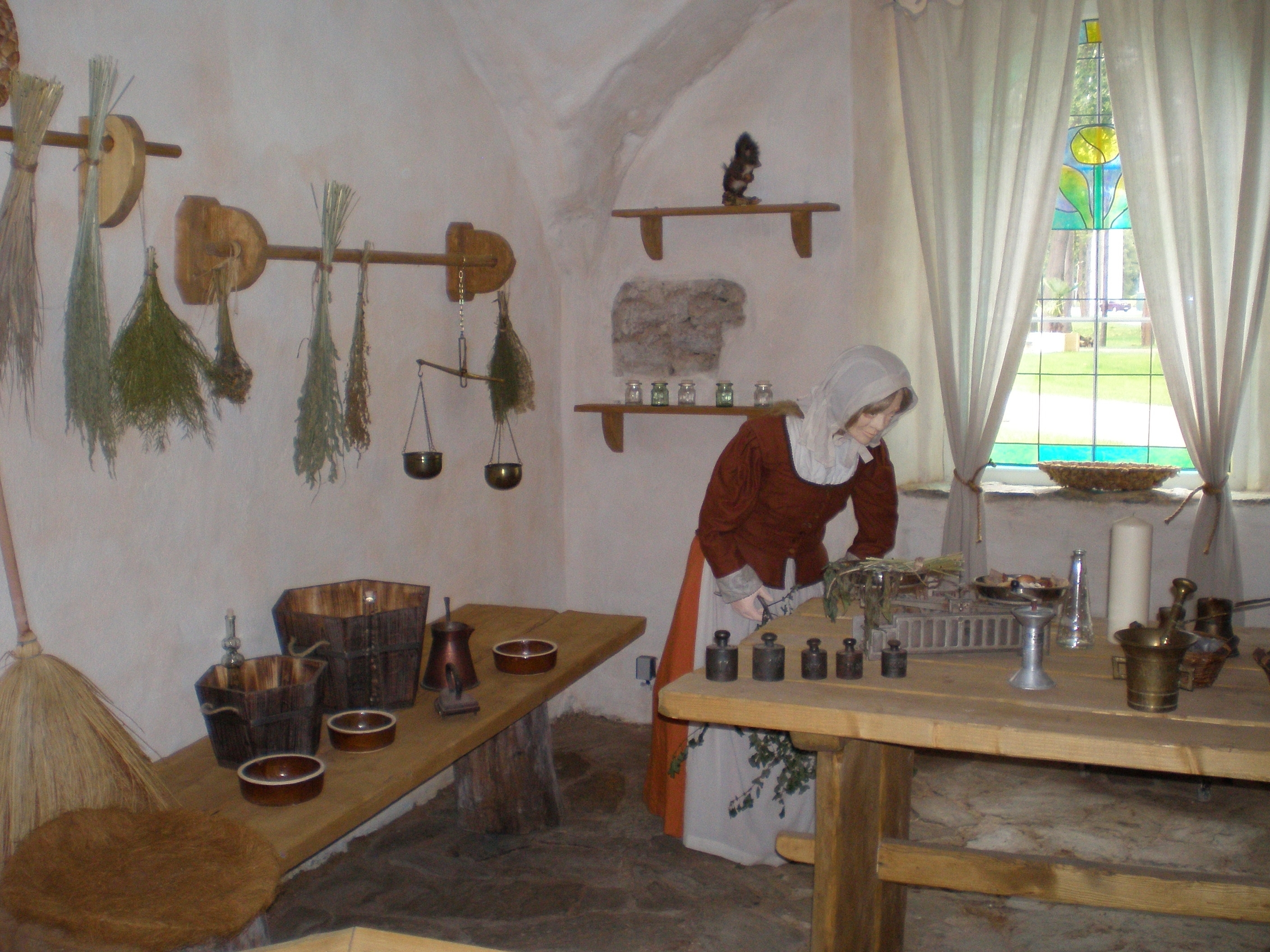
Místnost kořenářky
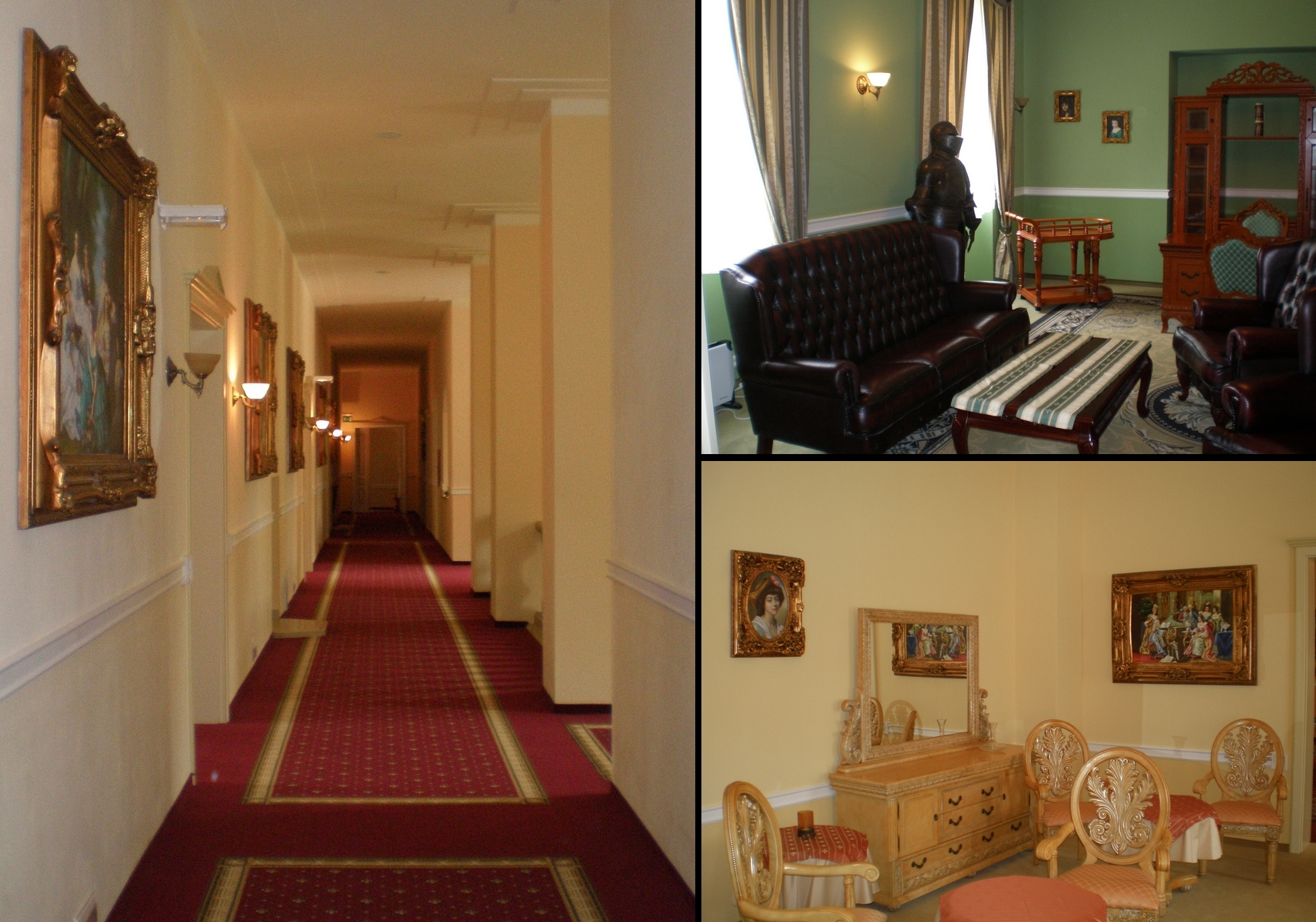
Dobové interiéry zámku